# Mackiwci
Mackiwci (ukr. Мацківці) – wieś na Ukrainie, w obwodzie połtawskim, w rejonie łubieńskim, w hromadzie Zasulla. W 2001 liczyła 816 mieszkańców, spośród których 805 wskazało jako ojczysty język ukraiński, a 11 rosyjski.